# 徳島県立阿波高等学校
徳島県立阿波高等学校（とくしまけんりつあわこうとうがっこう）は、徳島県阿波市吉野町柿原に所在する公立の高等学校。前身は徳島県立阿波中学校。

## 設置学科
- 普通科

## 沿革
（沿革節の主要な出典は公式サイト）
- 1922年（大正11年） - 徳島県立阿波中学校設立認可。
- 1946年（昭和21年） - 徳島県立阿波高等女学校設立認可。
- 1948年（昭和23年） - 阿波中学校は阿波第一高等学校、阿波高等女学校は阿波第二高等学校と改称。
- 1949年（昭和24年） - 両校を統合し柿島高等学校が開校し、7月に校名を徳島県阿波高等学校と改称。
- 1956年（昭和31年） - 校名を徳島県立阿波高等学校と改称。
- 1961年（昭和36年） - 校訓「自主創造」制定。
- 1972年（昭和47年） - 理数科設置。
- 1980年（昭和55年） - 理数科募集停止。
- 2003年（平成15年） - 創立80周年。
- 2013年（平成25年） - 創立90周年。

## 教育目標
豊かな心を育み、人間性豊かでかつ生涯にわたり学び続ける自主性、創造性に富んだ人間を育成する。

## 部活動
運動部
- 女子ソフトテニス
- 男子ソフトテニス
- 男子バスケットボール
- 女子バスケットボール
- 卓球
- 女子バレーボール
- ラグビー
- サッカー
- 陸上競技
- 柔道
- 女子バスケットボール
- 弓道
- 水泳同好会
- 硬式野球

文化部
- 音楽
- 演劇
- 美術
- メディア
- じんけん
- 新聞・文芸
- 書道
- ESS・PFC
- 保健・JRC
- 将棋
- 茶道

## 著名な出身者
- 牛田義文（歴史学者）
- 藤原康博（柔道家）
- 大島拓海（柔道家）
- 大久保計雄（元プロ野球選手）
- 森本真司（四国放送アナウンサー）
- 小笠原幸（政治家、阿波市長）
- 小宮圭子（ソプラノ歌手）
- 川人伸二（フルート奏者）
- 川人洋二（フルート奏者）
- 七条明（政治家、衆議院議員）
- 中島義信（ラグビー選手）
- 三木孝浩（映像作家）